# Alpha
Alpha (viết hoa Α, viết thường α, tiếng Hy Lạp: Αλφα) là chữ cái đầu tiên trong bảng chữ cái Hy Lạp. Trong hệ thống chữ số Hy Lạp, nó mang giá trị là 1. Nó bắt nguồn từ chữ Aleph  của Bảng chữ cái Phoenicia nghĩa là "lãnh đạo" hay "con bò đầu đàn". Ngày nay, từ này thường thấy trong cụm từ "đàn ông alpha" hay "phụ nữ alpha" ý chỉ những người quyền lực, có tầm ảnh hưởng lớn.
Những chữ cái bắt nguồn từ Alpha gồm có chữ Latinh A và chữ cái kirin А.
Trong tiếng Hy Lạp cổ điển và tiếng Hy Lạp hiện đại. Alpha là một nguyên âm không tròn môi /a/.

## Công dụng

### Người Hy Lạp
Trong tiếng Hy Lạp cổ đại, alpha được phát âm là [ a ] và có thể dài theo âm vị ([aː]) hoặc ngắn ([a]). Trường hợp có sự mơ hồ, alpha dài và ngắn đôi khi được viết bằng macron và breve ngày nay:,.
- ὥρα = ὥρᾱ hōrā phát âm tiếng Hy Lạp: [hɔ́ːraː] "một thời gian"
- γλῶσσα = γλῶσσᾰ glôssa Phát âm tiếng Hy Lạp: [lɔ̂ːssa] "lưỡi"

Trong tiếng Hy Lạp hiện đại, độ dài nguyên âm đã bị mất và tất cả các trường hợp của alpha chỉ đơn giản đại diện cho IPA: [a].
Trong chỉnh hình đa giác của tiếng Hy Lạp, alpha, giống như các chữ cái nguyên âm khác, có thể xảy ra với một số dấu phụ: bất kỳ ba ký hiệu dấu (, ὰ,) và một trong hai dấu hiệu thở (,), cũng như kết hợp trong số này. Nó cũng có thể kết hợp với chỉ số iota (ᾳ).

#### Ngữ pháp tiếng Hy Lạp
Trong phương ngữ gác mái - Ionic của Hy Lạp cổ đại, alpha dài [aː] đứng trước [ ɛː ] (eta). Trong Ionic, sự thay đổi diễn ra ở tất cả các vị trí.Trong Attic, sự thay đổi đã không diễn ra sau epsilon, iota và rho (, ι, ρ; e, i, r). Trong Doric và Aeolic, alpha dài được bảo tồn ở tất cả các vị trí.[3]
- Doric, Aeolic, Gác mái χώρᾱ chṓrā - Ionic chṓrē, "đất nước"
- Doric, Aeolic phā́mā - Gác mái, Ionic φήμη phḗmē, "báo cáo"

Riêng tư a là tiền tố Hy Lạp cổ đại ἀ- hoặc ἀἀ- a-, an-, được thêm vào các từ để phủ định chúng. Nó bắt nguồn từ Proto-Indo-European * n̥- (âm tiết mũi) và được nhận thức bằng tiếng Anh un-.
Tích lũy a là tiền tố Hy Lạp-hoặc -ha-, a-. Nó đến từ Proto-Indo-European * sm̥.

### Toán và khoa học
Bài viết chính: Alpha (định hướng)
Chữ alpha đại diện cho các khái niệm khác nhau trong vật lý và hóa học, bao gồm sự phân rã alpha, gia tốc góc, hạt alpha, carbon alpha và cường độ tương tác điện từ (như hằng số cấu trúc tinh tế). Alpha cũng là viết tắt của hệ số giãn nở nhiệt của một hợp chất trong hóa học vật lý. Nó cũng thường được sử dụng trong toán học trong các giải pháp đại số đại diện cho các đại lượng như góc. Hơn nữa, trong toán học, chữ alpha được sử dụng để biểu thị khu vực bên dưới một đường cong bình thường trong thống kê để biểu thị mức ý nghĩa [4] khi chứng minh các giả thuyết không và thay thế. Trong động vật học, nó được sử dụng để đặt tên cho cá thể trội trong bầy sói hoặc chó.
Toán tử tỷ lệ " ∝ " (bằng Unicode: U + 221D) đôi khi bị nhầm với alpha.
Chữ alpha chữ hoa thường không được sử dụng như một ký hiệu vì nó có xu hướng được hiển thị giống hệt chữ hoa Latin A.

### Bảng chữ cái ngữ âm quốc tế
Trong Bảng chữ cái ngữ âm quốc tế, chữ, trông tương tự như chữ thường viết thường, đại diện cho nguyên âm mở ngược không có dấu.

## Lịch sử và biểu tượng

### Từ nguyên
Alpha có nguồn gốc từ aleph, trong tiếng Phoenician có nghĩa là " bò ".[5]

### Plutarch
Plutarch, ở Moralia, [6] trình bày một cuộc thảo luận về lý do tại sao chữ alpha đứng đầu trong bảng chữ cái. Ammonius hỏi Plutarch rằng anh ta, là một người Boeotian, phải nói gì với Cadmus, Phoenician, người đã định cư ở Thebes và giới thiệu bảng chữ cái cho Hy Lạp, đặt alpha đầu tiên vì đó là tên Phoenician cho ox Haywhich, không giống như Hesiod, [7] Phoenicia coi không phải là thứ hai hay thứ ba, mà là thứ nhất trong tất cả các nhu yếu phẩm. "Không có gì cả," Plutarch trả lời. Sau đó, ông nói thêm rằng ông thà được giúp đỡ bởi Lamprias, ông nội của chính ông, hơn là ông của Dionysus, tức là Cadmus. Đối với Lamprias đã nói rằng âm thanh phát âm đầu tiên được tạo ra là "alpha", bởi vì nó rất đơn giản và đơn giản, không khí phát ra từ miệng không cần bất kỳ chuyển động nào của lưỡi và do đó đây là âm thanh đầu tiên mà trẻ em tạo ra.
Theo thứ tự tự nhiên quy kết nguyên âm của Plutarch cho các hành tinh, alpha được kết nối với Mặt trăng.

### Alpha và Omega
Alpha, cả dưới dạng biểu tượng và thuật ngữ, được sử dụng để chỉ hoặc mô tả nhiều thứ khác nhau, bao gồm cả sự xuất hiện đầu tiên hoặc quan trọng nhất của một cái gì đó. Tân Ước có Thiên Chúa tuyên bố mình là " Alpha và Omega, khởi đầu và kết thúc, đầu tiên và cuối cùng". (Khải huyền 22:13, KJV, và xem thêm 1: 8). Do tính biểu tượng này, các ký tự ⍺ và ⍵ biểu thị các đối số trái và phải trong ngôn ngữ lập trình APL*Ď

### Ngôn ngữ
Thông tin khác: Alpha (đạo đức)
Thuật ngữ "alpha" đã được sử dụng để biểu thị vị trí trong hệ thống phân cấp xã hội, ví dụ là " nam giới alpha " hoặc các nhà lãnh đạo giỏi.